# Мостище (Борисовский район)
Мостище (бел. Масцішча) — деревня в Борисовском районе Минской области Беларуси. Входит в состав Моисеевщинского сельсовета.

## География
Деревня находится в северо-восточной части Минской области, на левом берегу реки Глиницы (правый приток Схи), при автодороге Н-8081, на расстоянии приблизительно 34 километров (по прямой) к северо-востоку от города Борисов, административного центра района. Абсолютная высота — 184 метра над уровнем моря. Площадь населённого пункта — 0,2171 км².

## История
В 1897 году входила в состав Борисовского уезда Минской губернии, насчитывалось 27 дворов и 181 житель.
По состоянию на 1909 год, в Мостище имелось 27 дворов и проживало 179 человек. В административном отношении деревня входила в состав Краснолукской волости.
С 20 августа 1924 года в составе Трояновского сельсовета Борисовского района. В 1931 году, в ходе проведения коллективизации, был образован колхоз имени М. И. Калинина. С 26 августа 1959 года до 17 августа 1963 года село входило в состав Моисеевщинского сельсовета, до 28 мая 2013 года — в состав Трояновского сельсовета.

## Население
По данным переписи 2019 года, в деревне проживало 30 человек.
| Год  | Население, человек |
| ---- | ------------------ |
| 1897 | 181                |
| 1909 | ↘ 179              |
| 1917 | ↗ 216              |
| 1926 | ↗ 226              |
| 1960 | ↘ 100              |
| 1988 | ↘ 76               |
| 2008 | ↘ 50               |
| 2009 | ↘ 36               |
| 2019 | ↘ 30               |